# Cohort 2
Cohort 2 est un jeu vidéo de type wargame conçu par Edward Grabowski et publié par Impressions Games en 1993 sur IBM PC, Amiga et Atari ST. Le jeu fait suite à Cohort, publié en 1991, et utilise le moteur de jeu Mini Miniatures System initialement créé pour le jeu Rorke's Drift . Le jeu simule se déroule à l’Antiquité, le joueur contrôlant les Romains ou les Barbares. Le jeu propose plusieurs scénarios et permet également de créer des scénarios personnalisés. Une partie se déroule sur une carte avec différents types de terrains : terrain vague, pont, falaise, terrain vallée, marais, collines, broussailles et forêt. Chaque unité représentée à l’écran est constituée d’un certain nombre de fantassins, de cavaliers ou d’archers. Le jeu peut notamment être utilisé pour simuler les batailles du jeu Caesar.

## Système de jeu
Cohort 2 est un wargame qui simule, à l’échelle tactique, des affrontements entre l’armée Romaine et les barbares à l’Antiquité. Il constitue une version améliorée de son prédécesseur Cohort et, comme ce dernier, il est basé sur le moteur de jeu Miniatures System, initialement créé pour le jeu Rorke's Drift. Il se joue à la souris et au clavier, uniquement contre l’ordinateur. Il propose plusieurs scénarios prédéfinis, chacun imposant à l’un des camps un objectif spécifique, comme prendre le contrôle ou défendre une position. Il permet également de créer des scénarios personnalisés. Dans ce dernier cas, le joueur doit alors choisir un champ de bataille, parmi les huit disponibles dans le jeu : terrain vague, pont, falaise, terrain vallée, marais, collines, broussailles et forêt. Il doit ensuite choisir son camp, Romains ou Barbares, et celui de son adversaire. Le jeu peut ensuite affecter des troupes à chacune des deux armées ou laisser le joueur sélectionner ses troupes, parmi les sept types présents dans le jeu, incluant l’infanterie lourde, les archers et la cavalerie légère. 
Une fois la phase de préparation terminée, la partie commence et l’écran affiche une vue du champ de bataille et une série d’icônes qui permettent au joueur de donner de commander ses unités. Il peut ainsi donner des ordres à ses unités, comme se déplacer, se mettre en formation ou attaquer à distance. Ces ordres peuvent être donné à une unité, à un groupe d’unités, voir à toute une armée. Lorsque deux unités ennemies se rencontrent, un combat au corps à corps se déclenche automatiquement. La bataille se déroule en temps réel et non au tour par tour, mais le joueur peut mettre pause à tout moment. Il peut également accélérer le déroulement de la bataille, mais celle-ci n’est alors plus rendu graphiquement mais uniquement par un écran de statistiques. Par défaut, seule une portion du champ de bataille est affichée à l’écran mais le joueur peut accéder à une vue d’ensemble du champ de bataille. 
Cohort 2 est notamment compatible avec le jeu de gestion de cité Caesar dont il permet de simuler les batailles.

## Accueil
| Cohort 2      |      |       |
| Média         | Pays | Notes |
| Amiga Action  | RU   | 59 %  |
| Amiga Format  | RU   | 55 %  |
| Amiga Power   | RU   | 52 %  |
| CU Amiga      | RU   | 35 %  |
| Joystick      | FR   | 76 %  |
| ST Format     | RU   | 68 %  |
| The One Amiga | RU   | 63 %  |

À sa sortie, Cohort 2 fait l’objet d’une critique très mitigé des journalistes du magazine Amiga Action. Ces derniers critiques tout d’abord sa réalisation qui, d’après eux, échoue à retranscrire l’atmosphère d’une bataille manière réaliste, notamment au niveau des graphismes et des musiques, qu’ils estiment sorti d’une mauvaise sitcom des années 1970. Ils jugent les effets sonores plus réussis, même s’ils regrettent qu’ils ne soient pas vraiment synchronisés avec l’action du jeu, le joueur pouvant entendre des bruits d’affrontements même lorsqu’aucun combat n’a lieux. C’est cependant concernant son gameplay qu’ils sont le plus critique en expliquant qu’il n’a que « peu d’intérêt » et que « de nombreux titres le surpasse dans son domaine ». Ils jugent en effet que qu’il « ne parvient pas à impliquer le joueur » à qui il ne donne ni la sensation d’être aux commandes d’une armée, ni le sentiment de pouvoir influer sur le résultat des combats. Ils concluent ainsi qu’il constitue « une vraie déception », notamment après les excellents Paladin II et Caesar précédemment publiés par Impressions Games. Le journaliste Paul Tyrrell du magazine Amiga Format est également très critique, aussi bien concernant sa réalisation que son gameplay. En effet, si celui-ci note une « légère amélioration » des graphismes par rapport au jeu original, il juge qu’il est desservi par la pauvreté de ses animations, qui le font ressembler à un affrontement entre des Lego, et par des effets sonores qui manquent de réalisme. Concernant son gameplay, il met en avant sa « simplicité d’utilisation » mais critique son « concept défectueux » et son côté « répétitif et monotone », en expliquant que les batailles ne diffèrent que par les troupes impliquées et qu’elles durent trop longtemps lorsque les forces en présences sont équilibrées. Il conclut finalement que si les fans de Caesar sont susceptibles de le trouver intéressant, grâce à l’avantage considérable que constitue la possibilité de combiner les deux jeux, il ne procure que peu d’amusement pour les autres joueurs. La critique du journaliste Calor, dans le magazine Joystick, est en revanche plus enthousiaste. Au niveau de la réalisation, celui-ci estime d’abord que ses graphismes « corrects », sans être exceptionnels, avec un écran de jeu « très agréable » et malgré des animations « pas géniale ». S’il juge que son environnement musical est « assez pauvre, voire inexistant », il note que les bruitages sont en revanche bien présents et réalistes. Concernant son gameplay, il met d’abord en avant son « interface facile à prendre en main » et ses « règles faciles à comprendre ». Il note également que les scénarios proposés sont variés et que, grâce à la possibilité de personnaliser les batailles, il offre une durée de vie quasi infinie. Il conclut en soulignant sa compatibilité avec Caesar en expliquant que la combinaison des deux soft constitue « un très grand jeu » sur le thème, trop rare, de la Rome antique.